# El Tempir
L'Associació Cívica per la Llengua "El Tempir" d'Elx va nàixer al voltant de 1994 amb l'objectiu de contribuir a la represa lingüística del valencià a Elx i a les comarques del sud del País Valencià, afavorint la viabilitat del valencià com a llengua vehicular, moderna i d'ús corrent entre la ciutadania ilicitana. A hores d'ara, l'Associació compta amb més de 240 socis que principalment són d'Elx i d'altres ciutats i viles dels Països de parla catalana.
Les seues activitats se centren, principalment, en el camp de l'ensenyament, promovent l'obertura de noves línies d'immersió lingüística a les escoles i als instituts a la ciutat i terme municipal d'Elx a través d'activitats reivindicatives i lúdiques com, per exemple, l'organització de la Trobada d'Escoles en Valencià que reuneix al voltant de 10.000 persones; i en el camp de l'ús social, a través de la publicació d'una revista semestral, El Tempir, en la qual es poden trobar estudis centrats en el sud del País Valencià de caràcter sociolingüístic, històric, dialectològic, literari... i un dietari que relata les activitats quotidianes de l'Associació envers la recuperació i la normalització del català. El 2009 creà un mapa interactiu de centres educatius del País Valencià que feien l'ensenyament en valencià.
L'entitat va ser gardonada amb la Creu de Sant Jordi l'any 2019 "en el 25è aniversari d'aquesta associació, que té per objectiu contribuir al reviscolament de la llengua i la cultura catalanes a l'extrem sud del domini lingüístic, principalment a la ciutat d'Elx. Per la seva dedicació militant a la plena normalització de la llengua en tots els àmbits socials, per la promoció i la difusió de la consciència de país i de les seves diverses manifestacions culturals, sempre a través d'activitats lúdiques i reivindicatives, des de la capital del Baix Vinalopó".
L'any 2021 la Fundació Bromera per al Foment de la Lectura va concedir a El Tempir el reconeixement en la modalitat col·lectiva dels Premis Fundació Bromera al Foment de la Lectura per la seua tasca a favor de la llengua i la lectura.